# Martin Crawford
Martin Crawford – brytyjski ogrodnik, autor 3 książek, założyciel i dyrektor Agroforestry Research Trust, brytyjskiej organizacji dobroczynnej badającej agroleśnictwo w klimacie umiarkowanym, oraz członek zarządu w organizacji dobroczynnej Gaia, założonej w 1988 przez Jamesa Lovelocka.

## Działalność
Martin Crawford początkowo zajmował się oprogramowaniem komputerowym. Od ponad 20 lat zajmuje się rolnictwem i ogrodnictwem organicznym. Pracował dla Yarner Trust w północnym Devon ucząc rolnictwa organicznego na małą skalę, uprawiał żywność dla hotelu na wyspie Iona, i przywrócił do życia ogród ścienny w centralnym Devon.
Inspiracją do odejścia od typowego rolnictwa organicznego była wizyta w leśnym ogrodzie Roberta Harta na początku lat 90. XX.. Od 1992-1994 Martin Crawford uprawia leśny ogród o powierzchni 2 akry w Dartington Manor w hrabstwie Devon oraz 8-akrowy teren badawczy, przeznaczony do testowania drzew owocowych i orzechowych. W 2011 pozyskał 10-akrowy teren w pobliżu Totnes, do którego ma przenieść szkółkę.
W 1992 założył także organizację non-profit Agroforestry Research Trust, która skupia się na uprawie drzew, krzewów i roślin wieloletnich. Wydaje własne publikacje oraz kwartalnik Agroforestry News (od 1992); sprzedaje też rośliny i nasiona ze swojego leśnego ogrodu oraz prowadzi warsztaty leśnego ogrodnictwa. W latach 2007–2012 wykładał w Schumacher College w Dartington, uczelni ukierunkowanej na zrównoważony rozwój i ekologię (zał. 1991), będącej częścią Dartington Hall Trust.

## Permakultura
Martin Crawford zaznacza, że jego działalność nie jest permakulturą, a tylko uprawianiem leśnego ogrodu. Nie stosuje zwierząt gospodarskich (np. kur czy owiec) do nawożenia ani regulacji plonów, nie zajmuje się orientacją budynku i jego pasywnym ogrzewaniem, ani nie wprowadza napędu nożnego do mielenia ziaren, czy nie propaguje używania lokalnej waluty (Totnes Pound, funt z Totnes); jednak sposób planowania ogrodu jest zbieżny z zasadami permakultury. Podobieństwo polega na stosowaniu roślin wpływających na siebie wzajemnie dostarczając składników odżywczych, a także stosowaniu stworzonej przez Roberta Harta zasady 7 warstw roślinności w leśnym ogrodzie, która została włączona do elementów projektowania permakulturowego. Bill Mollison, jeden z twórców permakultury, odwiedził leśny ogród Roberta Harta w Wenlock Edge w październiku 1990.

## Prace
- A Year in a Forest Garden with Martin Crawford (DVD), Iota Productions 2009, reż. Malcolm Baldwin (45 min.)
- Creating a Forest Garden: Working with Nature to Grow Edible Crops. Green Books, 16 kwietnia 2010, s. 336. ISBN 978-1900322621.
- How to Grow Perennial Vegetables: Low-maintenance, Low-impact Vegetable Gardening. Green Books, 5 kwietnia 2012, s. 192. ISBN 978-1900322843.
- Food from Your Forest Garden: How to Harvest, Cook and Preserve Your Forest Garden Produce. Green Books, 1 maja 2013, s. 192. ISBN 978-0857841124.